# Luhurjaya
Luhurjaya is een bestuurslaag in het regentschap Lebak van de provincie Banten, Indonesië. Luhurjaya telt 4727 inwoners (volkstelling 2010).